# Steve Miner
Stephen C. Miner (nascido em 18 de junho de 1951, em Westport, Connecticut ou Chicago, Illinois) é um diretor cinematográfico estadunidense e diretor de televisão.

## Filmografia
- Friday the 13th Part 2 (1981)
- Friday the 13th Part 3 (1982)
- House (1986)
- Soul Man (1986)
- The Wonder Years (Série de TV) (1988-1989, 6 episódios)
- Warlock (1989)
- Wild Hearts Can't Be Broken (1991)
- Forever Young (1992)
- My Father, the Hero (1994)
- Big Bully (1996)
- Halloween H20: 20 Years Later (1998)
- Lake Placid (1999)
- Texas Rangers (2001)
- Day of the Dead (2008)
- Major Movie Star (2008)
- Switched at Birth (2011)